# Curena
Curena is een geslacht van vlinders van de familie snuitmotten (Pyralidae), uit de onderfamilie Pyralinae.

## Soorten
- C. externalis Walker, 1866
- C. indistinctalis Rothschild, 1916